# زنگی‌شالی
زنگی‌شالی (به لاتین: Zəngişalı) یک منطقه مسکونی در جمهوری آذربایجان است که در شهرستان آق‌دام واقع شده است. زنگی‌شالی ۴۳۰۴ نفر جمعیت دارد.